# NTU

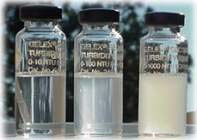
Turbiditeitstandaarden van 5, 50, en 500 NTU

De NTU, afkorting van Nephelometric Turbidity Unit, is een maat voor de troebelheid (turbiditeit) van een vloeistof.
De meetmethode van de NTU is gebaseerd op het verstrooiend vermogen van de moeilijk bezinkbare of volledig colloïdale deeltjes in de vloeistof. Tijdens de meting wordt een lichtstraal op de vloeistof geschenen en haaks hierop de hoeveelheid uittredend licht gemeten. Hoe meer licht wordt gemeten hoe meer er door de deeltjes wordt "weerkaatst". Een direct verband tussen de hoeveelheid deeltjes (hun concentratie) en de gemeten NTU's is niet te leggen aangezien de grootte/vorm en kleur van de deeltjes sterk kunnen verschillen.
Een andere maat voor turbiditeit van een suspensie (in water) is de Jackson Turbidity Unit JTU.
Een proces waarbij doorlopend de troebelheid wordt gemeten is (drink)waterzuivering.